# Skibidi Toilet
Skibidi Toilet is een machinima-webserie van YouTube-video's en shorts gemaakt door Aleksej Gerasimov en geüpload naar zijn YouTube-kanaal DaFuq!?Boom!. De serie, geproduceerd met behulp van Source Filmmaker, volgt een fictieve oorlog tussen toiletten met mensenhoofden.
Sinds de eerste short in februari 2023 werd gepost, is Skibidi Toilet viraal geworden als internetmeme op verschillende sociale-mediaplatforms, vooral gepopulariseerd door Generatie Alfa. Veel commentatoren zagen de serie als Generatie Alfa's eerste uitstapje naar de internetcultuur. 
In juli 2024 werd bekendgemaakt dat er een film en tv-serie zou komen over Skibidi Toilet. Die wordt gemaakt door de regisseur Michael Bay, die voornamelijk bekend is van zijn actiefilms, zoals Transformers en Pearl Harbor.